# Höviksnäs
Höviksnäs is een plaats in de gemeente Tjörn in het landschap Bohuslän en de provincie Västra Götalands län in Zweden. De plaats heeft 1289 inwoners (2005) en een oppervlakte van 130 hectare.

## Verkeer en vervoer
Bij de plaats loopt de Länsväg 169.